# Rimeize
Rimeize  (okcitán nyelven Rimèisa) község Franciaország déli részén, Lozère megyében. 2011-ben 596 lakosa volt.

## Fekvése
Rimeize az  Margeride-hegység nyugati előterében fekszik, 930 méteres  (a községterület 890-1125 méteres) tengerszint feletti magasságban, Saint-Chély-d’Apchertől 8 km-re délkeletre a Rimeize folyó völgyében, melybe itt ömlik a Chapouillet patak.
Nyugatról Les Bessons, északnyugatról Saint-Chély-d’Apcher, északról Prunières, keletről Saint-Alban-sur-Limagnole és Fontans, délről Aumont-Aubrac és Javols községek határolják. A község keleti határát a Truyère folyó alkotja, melybe Rimeize-től 2 kilométerre ömlik a Rimeize folyó.
A községhez tartoznak Monteils, Sarrouillet, La Chaumette, Le Rouchat, Le Crouzet, Chassignoles, Hauteville, Frayssinoux, Les Cayres, Le Mazel, Mazeirac és Le Vestit szórványtelepülések.
Saint-Chély-d´Apcherral (8 km) és Mende-dal (40 km) az N106-os országút köti össze, a D987-es megyei út Aumont-Aubrac (8 km) felé teremt összeköttetést. Nyugati határán halad az A75-ös autópálya (34-es lehajtó Le Crouzet-nél).

## Története
A falu a történelmi Gévaudan Apcher-i és Peyre-i báróságának határán fekszik (a két történelmi régió címere látható a község 2002-ben elfogadott címerében). Első írásos említése 1109-ből származik eclesia de Remeisa néven. Az elvándorlás következtében az elmúlt két évszázadban lakosságszáma a felére csökkent. Napjainkban a legfontosabb gazdasági ágazat a tejtermelő szarvasmarhatartás.

### Demográfia
| Év   | Lakosság |
| ---- | -------- |
| 1793 | 1027     |
| 1851 | 1116     |
| 1876 | 962      |
| 1901 | 1071     |
| 1936 | 761      |

| Év   | Lakosság |
| ---- | -------- |
| 1946 | 663      |
| 1954 | 659      |
| 1962 | 619      |
| 1968 | 585      |

| Év   | Lakosság |
| ---- | -------- |
| 1975 | 532      |
| 1982 | 446      |
| 1990 | 458      |
| 1999 | 514      |
| 2010 | 605      |

## Nevezetességei
- Saint-Pierre-temploma román stílusban épült a 12. században, később a flamboyant gótika stílusában átalakították értékes kapuzata és 1592-ben öntött harangja van. Berendezéséhez tartozik egy értékes Szent Fábián-szobor.
- Tour d'Hauteville - kilátóhely.
- Régi híd
- Az első világháború áldozatainak emlékművét 1938-ban állították.[2]
- Gránit szökőkút Jeanne d’Arc szobrával 1912-ből.[3]
- Régi várak romjai (Mazel, Hauteville és Longevialle)

## Híres emberek
- Jean-Baptiste Pezon (1827-1897) a 19. század híres állatidomára a községben született.

## Kapcsolódó szócikk
- Lozère megye községei